# Adams (Mondkrater)
Adams ist ein Einschlagkrater im Osten der Mondvorderseite, südöstlich des Mare Fecunditatis, südöstlich des Kraters Petavius und südlich von Legendre.
Der Krater ist mäßig erodiert mit weitgehend ebenem Inneren. Er wurde 1970 von der IAU nach dem britischen Astronomen John Couch Adams und den US-amerikanischen Astronomen Charles Hitchcock Adams und Walter Sydney Adams offiziell benannt.

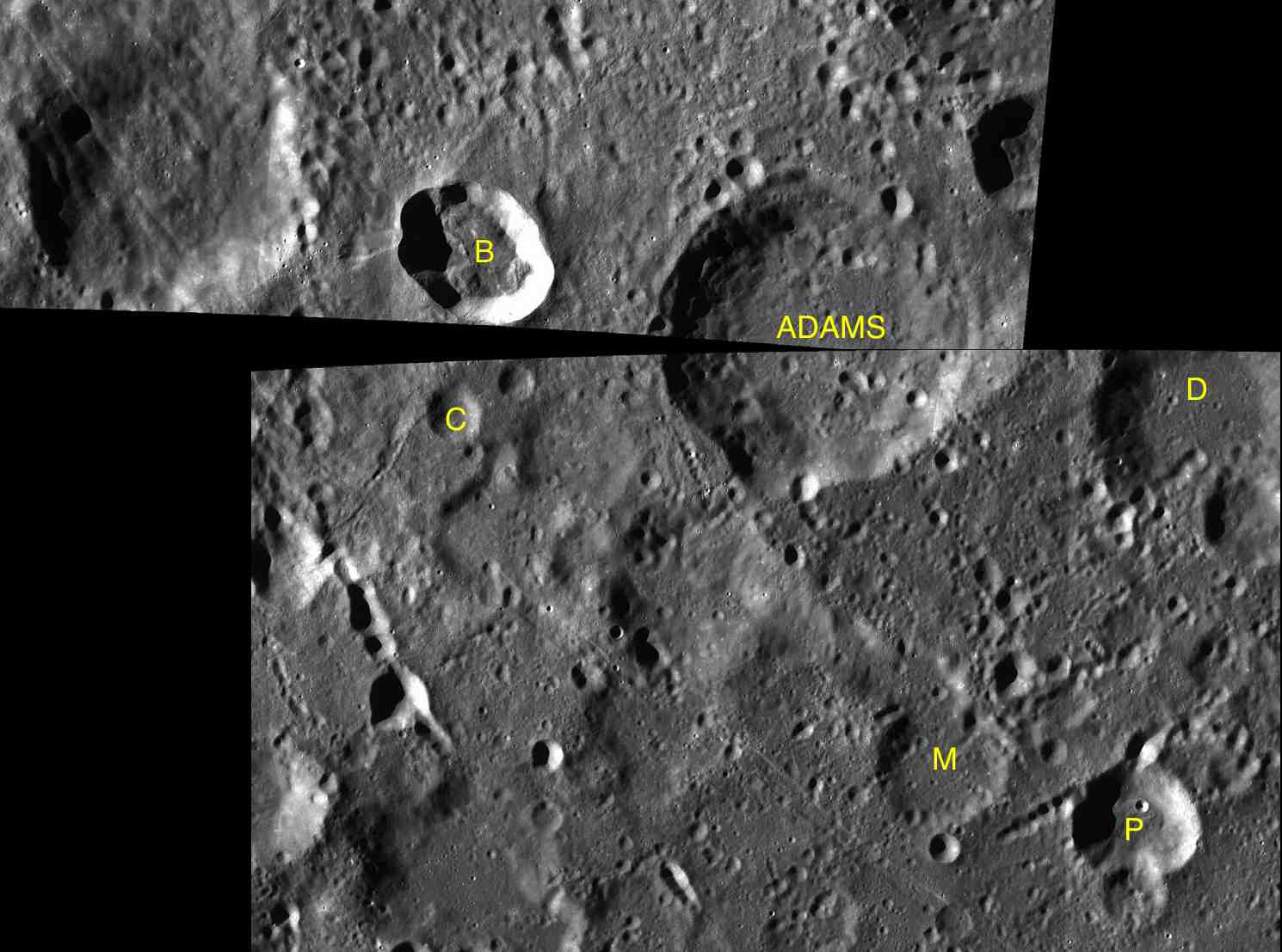
Adams mit seinen Nebenkratern

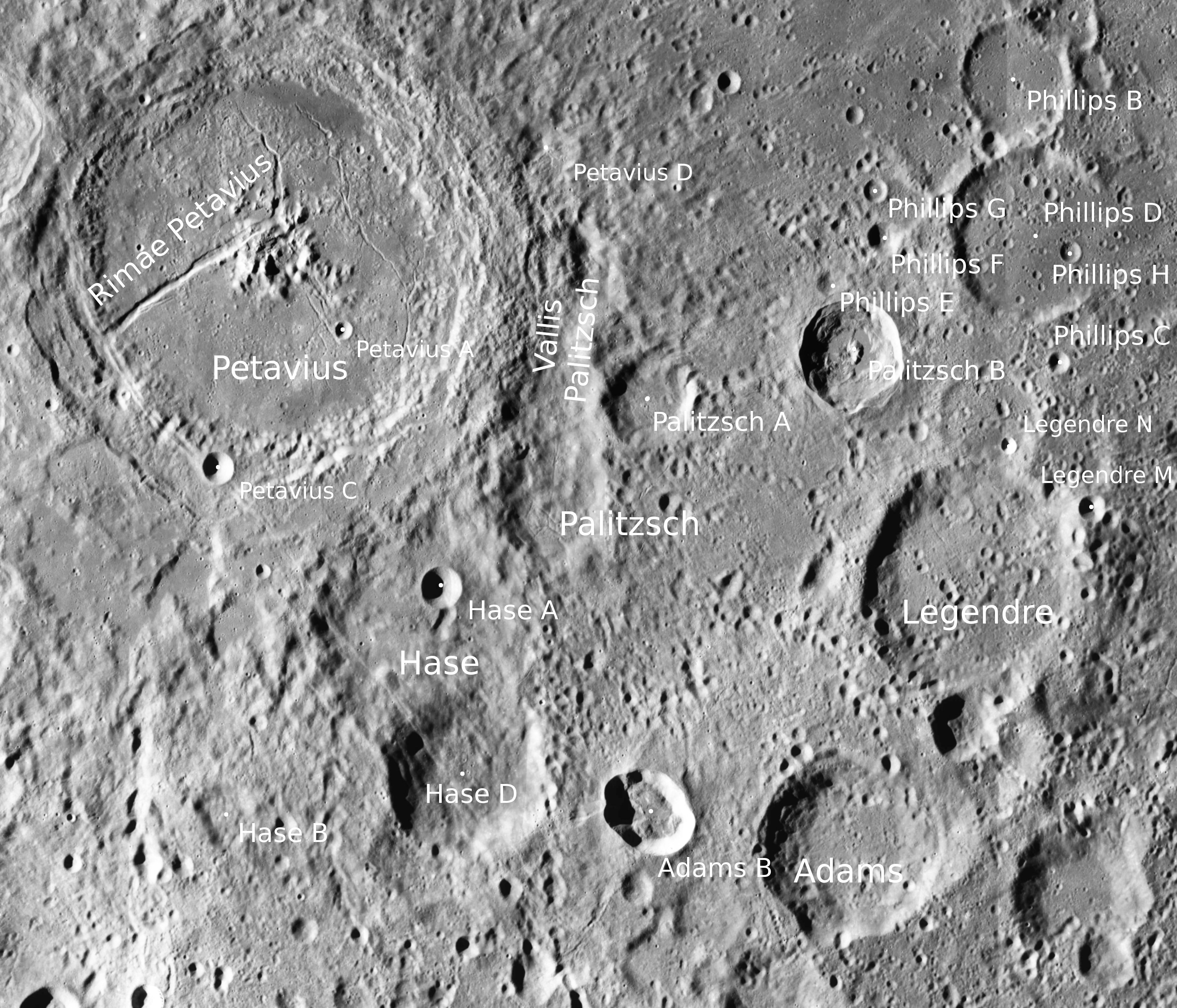
Umgebung von Adams (LROC-WAC)

| Buchstabe | Position           | Durchmesser | Link |
| --------- | ------------------ | ----------- | ---- |
| B         | 31,54° S, 65,67° O | 31 km       |      |
| C         | 32,35° S, 65,52° O | 11 km       |      |
| D         | 32,42° S, 71,4° O  | 46 km       |      |
| M         | 34,72° S, 69,3° O  | 25 km       |      |
| P         | 35,14° S, 70,87° O | 25 km       |      |